# Emitància lluminosa
En fotometria, l'emitància lluminosa ({\displaystyle \scriptstyle {M}}) o  exitancia lluminosa  és la quantitat de flux lluminós que emet una superfície per unitat d'àrea. La seva unitat de mesura en el SI és el lux: 1 lux = 1 Lumen/m².
En termes generals, l'emitància lluminosa es defineix segons la següent expressió:
{\displaystyle M_{V}={\frac {dF}{dS}}}
on:
- M  V  és l'emitància, mesurada en lux (no es fa servir el plural luxes).
- F és el flux lluminós, en lumens.
- DS és l'element diferencial d'àrea considerat, en metres quadrats.

L'emitància lluminosa es pot definir a partir de la magnitud radiomètrica de l'emitància sense cap més càlcul que ponderar cada longitud d'ona per la corba de sensibilitat de l'ull.

## Unitats
| Magnitud             | Símbol | Unitat del SI             | abeura. | Notes                                                          |
| -------------------- | ------ | ------------------------- | ------- | -------------------------------------------------------------- |
| Energia lluminosa    | Q v    | lumen segon               | lm·s    | A vegades es fa servir la denominació Talbot, aliena al SI     |
| Flux lluminós        | F      | lumen (= cd·sr)           | lm      | Mesura de la potència lluminosa percebuda                      |
| Intensitat lluminosa | I v    | candela (= lm/sr)         | cd      | Una Unitat bàsica del SI                                       |
| Luminància           | L v    | candela per metre quadrat | cd/m 2  | A vegades es fa servir la denominació nit, aliena al SI        |
| Il·luminació         | E v    | lux (= lm/m 2 )           | lx      | Usat per mesurar la incidència de la llum sobre una superfície |
| Emitància lluminosa  | M v    | lux (= lm/m 2 )           | lx      | Usat per mesurar la llum emesa per una superfície              |
| Eficàcia lluminosa   |        | lumen per watt            | lm/W    | Raó entre flux lluminós i flux radiant                         |

En altres sistemes d'unitats, l'energia lumínica es pot expressar en unitats d'energia.